# Рік шести імператорів
Рік шести́ імпера́торів — 238 рік нашої ери, впродовж якого титул імператора Риму носили шестеро осіб: Максимін Фракієць, Гордіан I, Гордіан II, Пупієн, Бальбін та Гордіан III. Боротьба за владу між ними мала збройний характер та закінчилась смертю перших п'яти претендентів на титул. Зрештою одноосібним імператором став 13-річний Гордіан ІІІ, який номінально правив ще біля шести років, допоки й сам не помер за нез'ясованих обставин у 244 році. Ці події остаточно поклали початок так званій кризі ІІІ сторіччя, п'ятидесятирічного періоду, протягом якого щонайменше 26 людей претендували на титул римського імператора.

## Передумови
У 235 році, за три роки до описуваних подій, в результаті попередньої змови, власними солдатами у Могунтіаку разом зі своєю матір'ю було вбито Александра Севера, останнього імператора з династії Северів. Його смерть стала першим випадком у римській історії, коли вбивство чинного імператора було здійснено руками його війська. Основною причиною цього найчастіше вказують невдоволення солдат слабким правлінням Александра, кульмінацію якого стала його ініціатива щодо мирної угоди з германським племенем алеманів з виплатою їм грошової компенсації. Одразу ж після вбивства Александра легіонерами був проголошений новий імператор — командувач IV італійським легіоном Максимін Фракієць.  
З приходом до влади Максиміна був незгодний Сенат, що ворогував з ним через низку причин, зокрема його варварське походження. Проте, через страх до жорстокості Максиміна та вірність його війська, сенатори були вимушені проголосити Максиміна імператором. Згодом саме їхнє вороже ставлення до Максиміна зіграло вирішальну роль у тому, що впродовж 238 року імператорами було проголошено іще п'ятеро осіб. Варто зазначити, що схожа ситуація траплялась у римській історії і раніше. Ще у 69 році н.е. після вбивства останнього імператора династії Юліїв-Клавдіїв, Нерона, розпочалася війна між претендентами на імператорський престол, що мала назву Рік чотирьох імператорів.  А в 194 році н. е. після вбивств останнього представника династії Антонінів, Коммода, розпочався так званий Рік п'яти імператорів.

## Основні події

### Максимін

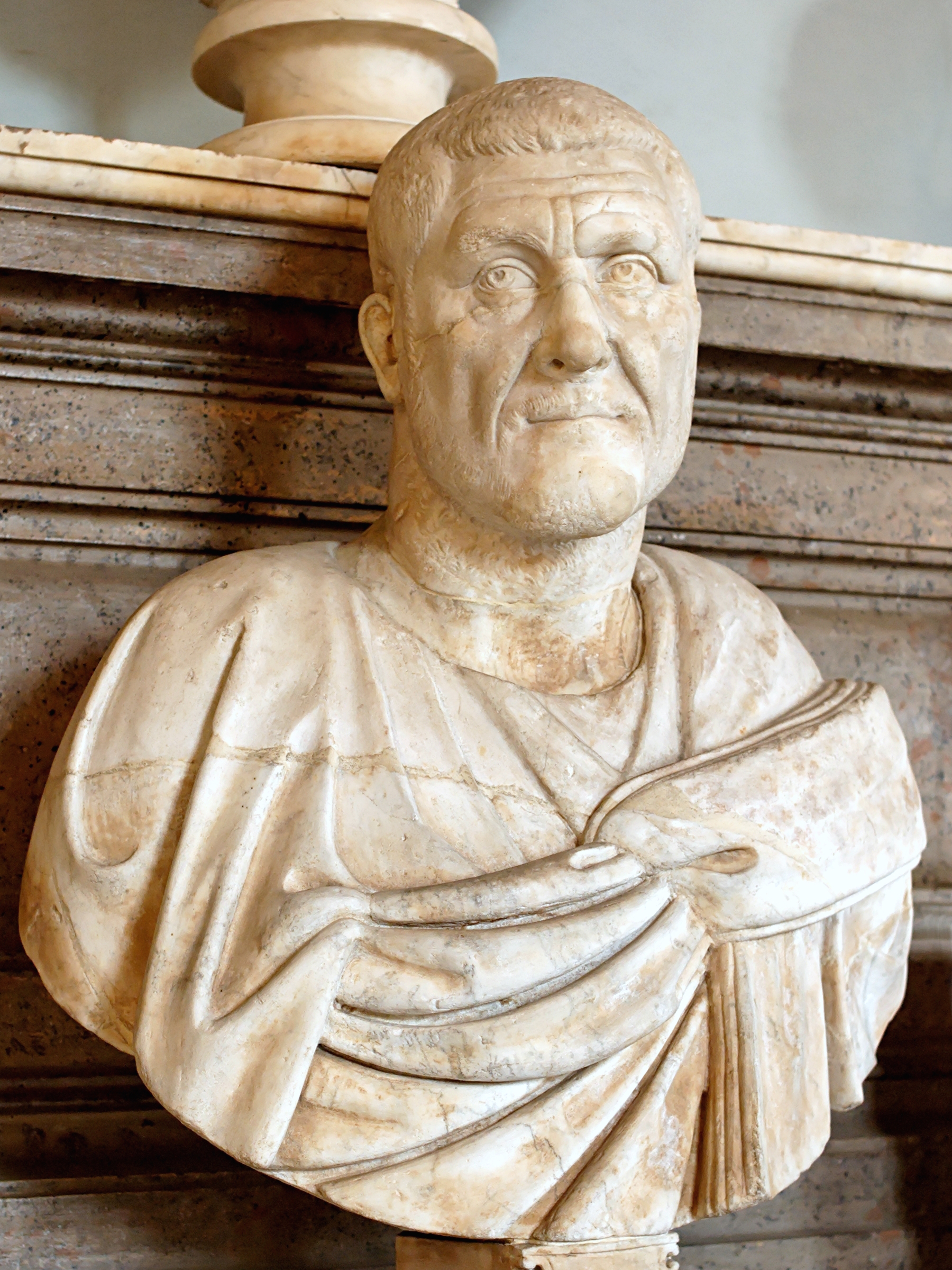
Бюст Максиміна Фракійця у Капітолійському музеї

Максимін став першим з так званих солдатських імператорів, тобто осіб, що прийшли до влади завдяки очолювання ними війська. Він був незнатного походження та не мав прихильників серед римської аристократії. Тому його внутрішня політика була спрямована передусім на придушення опозиції та встановленні його єдиновладної тиранії. Він призначав на посади в провінціях вірних йому людей, але, незважаючи на їхню лояльність, регулярно звільняв їх, посилав в вигнання чи вбивав, спираючись на найнезначніші чутки. У такий спосіб він контролював поширення влади серед проконсулів, але водночас і налаштовував проти себе впливових громадян.  

Зовнішня політика імператора, з іншого боку, була доволі успішною. Він проводив походи до Германії та Дакії, де набирав багатства, що відправляв до Риму, чи за рахунок яких формував та оплачував свої війська. Проте, окрім цих здобутків в військових кампаніях, Максимін продовжував наживатися на звичайних людях, встановлюючи великі податки та конфіскуючи землі через несправедливі суди. Давньоримський історик Геродіан в своїй праці «Історія імператорської влади після Марка Аврелія» описує це так:
«І до слави дійшли би його діяння, якщо би він не став до близьких та підданих ще більш нестерпним та жахливим. Яка користь від того, що варвари винищувались, якщо становилось ще більш вбивств в самому Римі та серед підвладних племен? І для чого забирати здобич у ворогів, грабуючи та відбираючи майно у своїх? Донощики всіляко зустрічали потурання, більше того — підбурювали повертатися до давніх суддівських справ… Усілякий викликаний до суду донощиком, йшов негайно переможеним, втративши усе майно…»

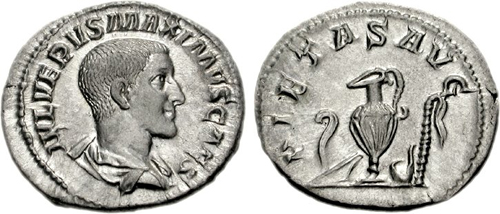
Монета

В 236 році Максиміном було призначено за співправителя (цезаря) свого сина Максима, на якого була покладена відповідальність налагодження контакту з невдоволеними та сенаторами в Римі. Проте юний цезар (на початок 238 року йому було 18 років) з цим дорученням від свого батька не впорався.

### Гордіан I та Гордіан II

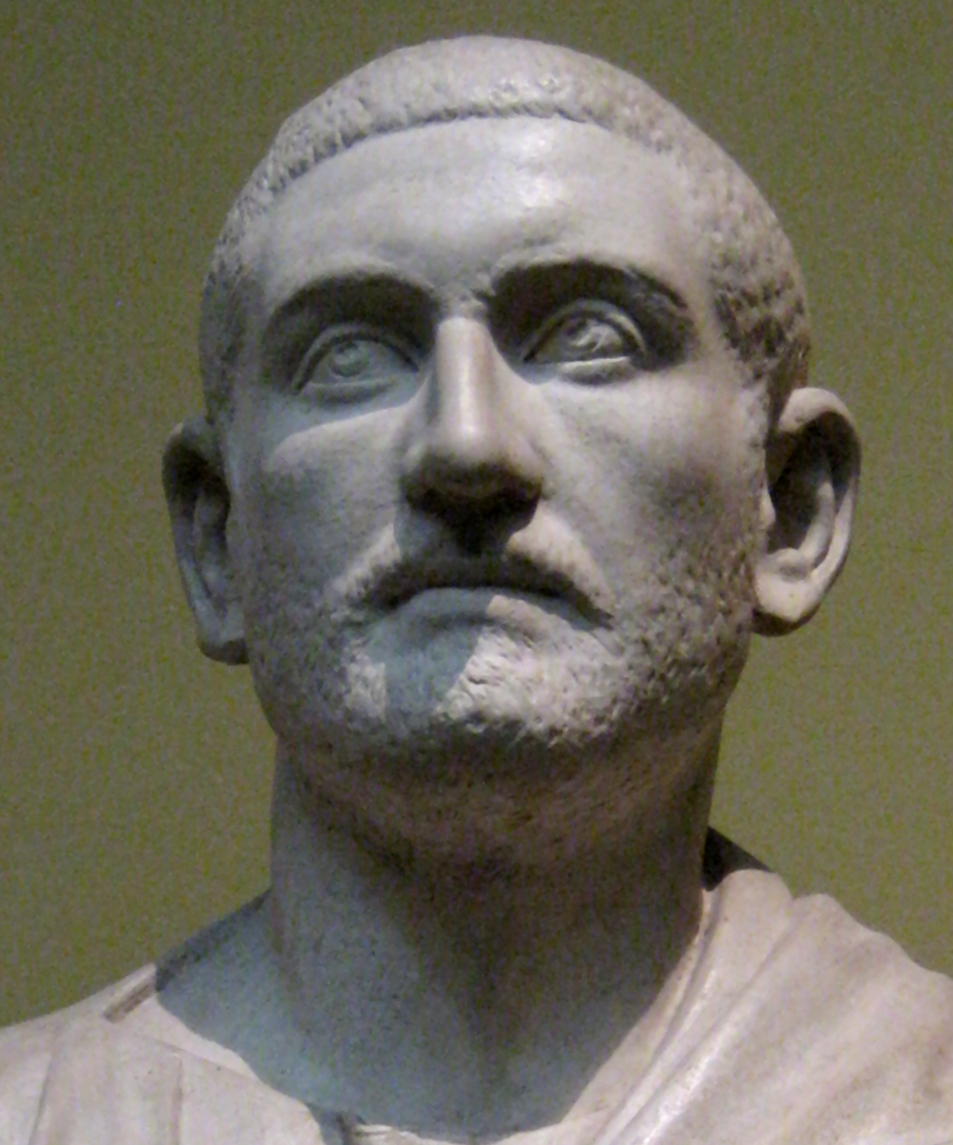
Бюст Гордіана I

Через внутрішню дестабілізацію та активне підвищення податків, в провінції Африка на початку 238 року спалахнуло повстання землевласників та молодих аристократів, підтримане деякими селянами та рабами. Бунтівники увійшли до міста Тісдр (сучасний Ель-Джем, Туніс), де з прихованою зброєю прийшли до імперського збирача податків та вбили його разом із охороною. Після цього, розуміючи складне положення своїх дезорганізованих сил, повстанці звернулися до проконсула провінції Гордіана, що відпочивав на той момент у своєму палаці. Проникнувши озброєними до палацу, вони оточили його й кинули на нього пурпуровий плащ, вимагаючи від нього прийняти титул імператора та повести повстання проти деспотії Максиміна. 
Гордіан хоча і був на той час вже старим (йому було 80 років), проте мав чималий досвід у адміністративному керуванні. Спочатку він відмовився від посади імператора, утім через загрози зі сторони повстанців та бажання закінчити життя гідно, був змушений прийняти імперські регалії. Також він вирішив, що його син, теж Гордіан, має стати його співправителем із рівними повноваженнями. Офіційно титул був прийнятий ними 19 березня. Опісля цього натовпом були зруйновані статуї та таблиці, присвячені Максиміну. За кілька днів обидва Гордіани попрямували з Тісдра до Карфагену разом із усією свитою та урочисто, немовби до Риму, зайшли в місто  — таким чином Карфаген став де-факто тимчасовою столицею імператорів. Старшого стали звати Гордіаном I, а молодшого — Гордіаном II. Заразом ними було взято і новий когномен — Африканський (лат. Africanus).
Вже з Карфагену повстанці надіслали посольство до Риму, що за Історією Августів прийняв принцепс Сенату, майбутній імператор, Валеріан (за Зосимом, Валеріан, власне, очолював  посольство). Активне листування з сенаторами також вів і сам Гордіан I. Сенат, надихнувшись повідомленням про анти-максимінский рух в Африці, визнав обох імператорів легітимними та 2 квітня проголосив Максиміна Фракійця ворогом народу. 
Заворушення почалися і у Римі. Префект міста, Сабін, був вбитий, за Історією Августів, натовпом та за наказом сенаторів, а за Геродіаном — вірні люди з посольства під проводом того, що вони прийшли з листом від Максиміна, накинулись на префекта Риму. Одночасно з цим стали поширюватися чутки про вбивство не тільки Сабіна, але і Максиміна. Сенатом зі свого боку було створено комісію з 20 колишніх консулів, що мала на меті розглянути злочини Максиміна та координувати дії проти нього, а також направити до кожного головного міста Італії посла з проханнями приєднатися до повстання та давати усіляку відсіч Максиміну. Після чого вже до кожної провінції були направленні емісари з знатних вершників, які вимагали визнання Гордіанів імператорами.

В Африці у той же час події стали розгортатися по-іншому. Намісник прикордонної до варварських земель Нумідії Капеліан, який був в тісних стосунках з Максиміном, та ще до проголошення нових імператорів мав конфлікти з Гордіаном-старшим через судові сутички, був офіційно усунений з посади новим імператором. Втім Капеліан зі свого боку не бажав складати з себе повноважень. Через це він вирушив до Карфагену, маючи більшу частину боєздатних когорт в усій Африці, а до того ж і нумідійську кінноту. Задля того, щоб дати відсіч, Гордіан I послав свого сина до війська Капеліана під стінами Карфагена. Під час битви Гордіана II було вбито, а карфагеняни зазнали нищівної поразки. Є декілька версій стосовно причин поразки: в Історії Августів, наприклад, йдеться, що перед битвою в Африці була страшна буря (яка проте є рідкістю у цій місцевості), що стала причиною падіння бойового духа воїнів разом із передбаченнями та жертвоприношеннями, які вони зробили, коли стали імператорами та перед битвою, що сповістили про смерть сина, а після —  і батька. Геродіан приводить більш об’єктивні факти: наголошує на небоєздатності війська, хоч і не заперечує фактору передбаченої богами долі:

«Капеліан очолював велику армію молодих сильних воїнів, озброєних усіма видами зброї і мавшими за плечима багатий бойовий досвід, набутий в боях з варварами ... Під час зіткнення чисельна перевага була на боці карфагенян, але вони не мали бойового порядку, тому що не були навчені військових справ і були позбавлені зброї та військових знарядь. Кожен прихопив з дому або маленький меч, або сокиру, або дротики, що вживаються на псовим полюванні…кожен, як міг, виготовляв прикриття для тіла. Нумідійці ж — влучні метальники спису і настільки чудові вершники, що управляють бігом коней без вуздечки, за допомогою однієї лише палиці. Вони з легкістю повернули сили карфагенян, які, не витримавши їх напору, покидавши все, почали тікати. Витісняючи і топчучи один одного, ті більшою мірою були загублені своїми, ніж ворогами. Тут загинув і син Гордіана, і ввесь табір його; через масу трупів вони не змогли ні підібрати мертвих для поховання, ні знайти тіло молодого Гордіана.»

За найрозповсюдженішою версією вже 12 квітня Гордіан I вкоротив собі віку через повішення після новин про загибель свого сина. Хоча й існують декілька інших версій щодо його смерті: наприклад, Геродіан вважав, що Гордіан вбив себе ще до битви.

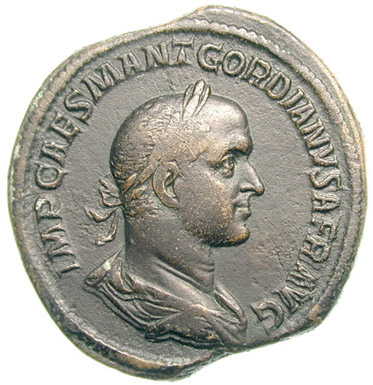
Монета Гордіана II

Саме коли африканське повстання було вже придушено, Максимін дізнався про ситуацію із Гордіанами та зраду Сенату. Ним було прийняте негайне рішення щодо відправлення до Риму зі своєї резиденції в місті Сірмій, що на Дунаї. Дізнавшись про дії Сенату, він був вкрай розлюченим, зокрема через те, що до цього Максимін надіслав свого сина Максима до Риму, але той «через надмірну любов до батька» туди не поїхав. Максимін вважав, що якщо там була би своя людина, то сенатори ніколи би його не зрадили: тому більшу частину свого гніву він направив саме на свого сина. Відведення римського війська з кордонів зі свого боку спричинило вторгнення германців та дакійців та спустошення ними римських територій аж до Істрії.

### Пупієн, Бальбін та Гордіан III

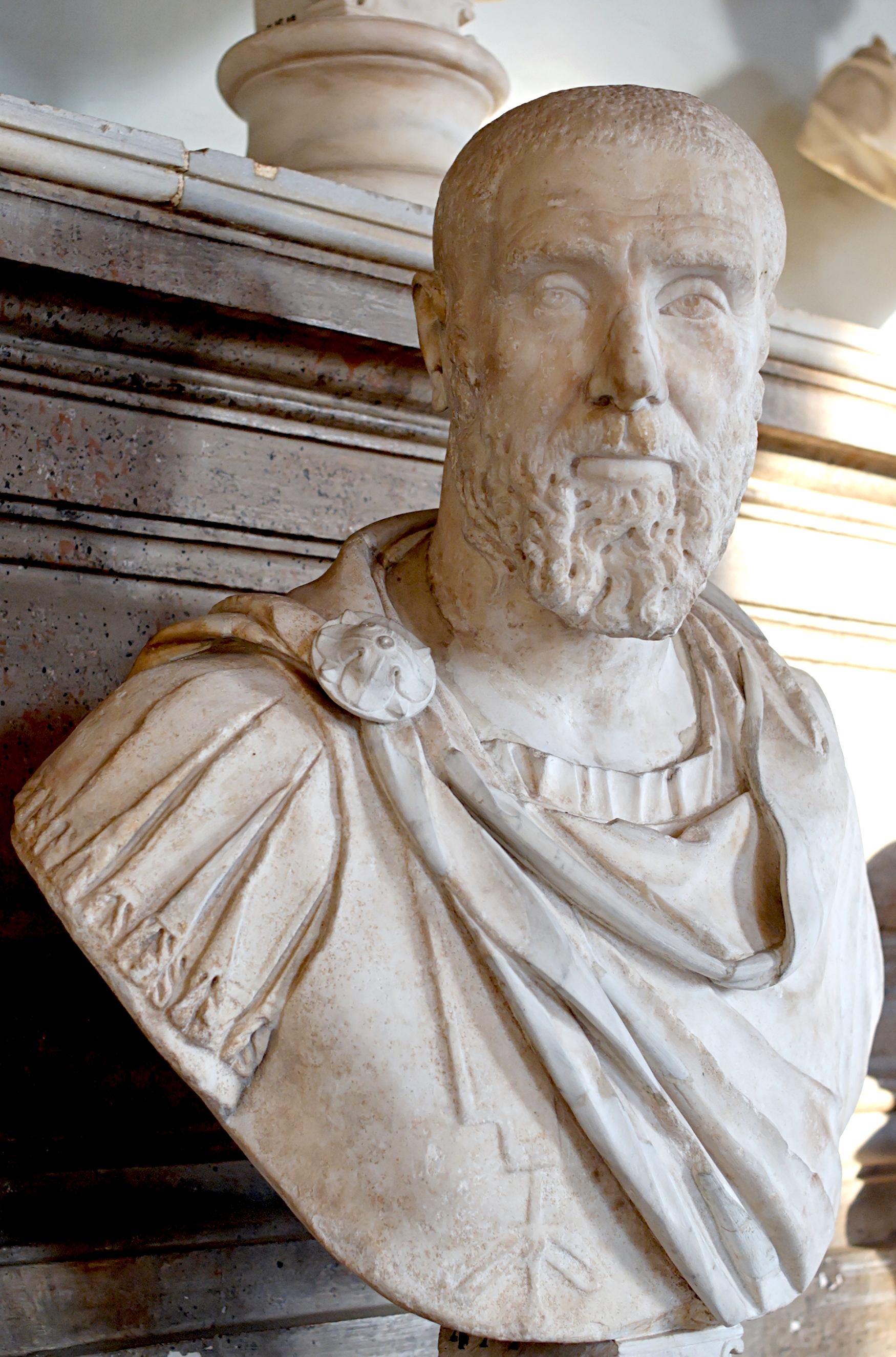
Бюст Пупієна

Тільки-но Сенат дізнався про поразку Гордіанів, ним було прийняте, через страх помсти з боку Максиміна, негайне рішення щодо призначення нових імператорів. З нещодавно створеної комісії з двадцяти колишніх консулів було обрано двоє осіб: виходець з патриціанського роду Бальбін та плебей Пупієн. Ще до цього вони відзначились як непогані управлінці: Бальбін неодноразово керував провінціями, а Пупієн зарекомендував себе як строгий префект Риму.
Незадоволенні вибором Сенату, народні маси не дозволили пройти новим імператорам до Капітолія, де їх мали освятити та надати їм імперську владу. Бунтівники вимагали, щоб керування державою надалось комусь із роду Гордіанів. Вони почали закидати нових імператорів палками та камінням, а також створили натовп перед входом до пагорба. Не маючи іншого рішення, Пупієн та Бальбін наказали привести до них малолітнього онука Гордіана I, сина його доньки, Марка Антонія Гордіана (Гордіана ІІІ), якому на той час було лише 13 років — під час смути на Капітолії він залишався удома. Обидва імператори посадили його на плечі задля того, щоб кожен бачив молодого Гордіана, та разом із ним вирушили до Капітолія.
Пупієна та Бальбіна проголосили імператорами в Храмі Юпітера Капітолійського 22 квітня, а тринадцятирічного хлопчиську зробили їхнім співправителем та спадкоємцем (цезарем) під ім’ям Гордіан III. Бальбін та Пупієн були повністю рівними в правах (на відміну від Гордіана, який був призначений лише номінально) і навіть одночасно мали посади великих жерців, що раніше не траплялось при співправлінні імператорів. Вони прийняли титул «Батьки Вітчизни» (в інших варіаціях «Батьки Сенату») та стали августами. 
Не зважаючи на компроміс із Гордіаном, народне невдоволення продовжувало загострюватися. Один з сенаторів, колишній консул Галлікан, та колишній претор Меценат вбили солдатів в одній з сенатських курій. Це було зумовлено тим, що армія в більшості випадків підтримувала Максиміна, який проводив великі розподіли майна на користь солдатів. Галлікан призвав римлян вбивати прихильників Максиміна та солдатів. Не озброєні солдати втікали з міста у той час як їх закидували камінням. Деякі з них зачинились в таборі, саме тоді як натовп захопив зброю з міських сховищ та намагався взяти їх в облогу. Проте військові провели вилазку та змусили громадян тікати до міста, після чого підпалили Рим, що стало причиною великої пожежі. Цей інцидент ще більш підірвав авторитет нових імператорів.
Водночас Максимін вже дістався кордонів Італії. Невдовзі до переходу через Альпи Максимін засів в місті Геми — місцеві жителі покинули свої будівлі та не залишили провізії солдатам. Максимін зрадів тому, що він йде без опору, проте його воїни не були такими оптимістичними, зокрема через нестачу продовольства. Щойно Максимін вторгся до Італії, його сповістили про загибель Гордіанів та повідомили, що стратегічне важливе місто Аквілея зачинило перед його військом свої ворота. Максимін відправив до цього міста посольство з вимогою здатися, але командувач обороною міста, один з членів сенатської комісії двадцяти, Криспін, відмовив послам. Також Криспіну вдалося переконати жителів Аквілеї не змінювати сторони конфлікту, хоча серед них були також і бажаючи впустити Максиміна через проведення ним до усіх реставраційних робіт поблизу міста.  

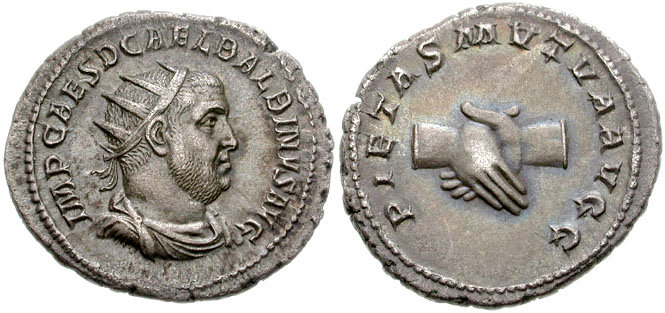
Нумізматичні зображення Бальбіна та співправління августів

Дізнавшись про похід Максиміна, Пупієн й сам вирушив до нього з метою його зупинити та дістався Равенни, де провів активний набір військ. Бальбін зі свого боку залишився разом із Гордіаном у Римі, намагаючись стежити за порядком у місті. Максимін був вимушений почати облогу Аквілеї та поставити табір поруч із містом, але через відсутність провіанту у його війську почався голод. Місцеві жителі з іншого боку встигли добре підготуватися: ними були відремонтували стіни та зроблені запаси їжі. Завдяки успішній обороні міста, Максимін не був в змозі рухатися Італією надалі; він ходив біля стін міста та погрожував аквілейцям, що закидували його разом зі військом камінням та смолою. В Історії Августів навіть наводиться приклад героїзму аквілейських жінок, що зістригали своє волосся з метою використання його замість тятиви луків (хоча це повідомлення і є сумнівним).  

Розлючений непотрібною облогою (що на той момент тривала вже близько місяця), Максимін почав карати військових керівників та звичайних солдат. Згодом солдатів почала залишати надія на перемогу; до того ж з'явились чутки, що сам Белен (кельтська варіація Аполлона) захищає місто. Тому 22 травня легіонери з II Парфянського легіону дісталися намета імператора з вимогами здатися. Ними було вбито сина імператора Максима, якого Максимін відправив до них на зустріч, а після — і самого Максиміна в його наметі. Після цього солдати принесли до Аквілеї голови батька та сина та здалися самі, хоча Криспін одразу не відчинив їм ворота, наказавши спочатку вклонитися новим імператорам — Пупієну, Бальбіну та Гордіану. Лише після того, як вони це зробили, воїнам Максиміна були надані їжа та одяг. Не дивлячись на складне положення, більшість війська була невдоволена вбивством їх імператора, проте, через складнощі ситуації, вони приховували свій гнів. Ситуація в місті продовжували нагадувати облогу, через те, що солдати ще не покинули своїх таборів та продовжували оточувати місто. Отримавши звістку про події в Аквілеї, Пупієн дістався міста та розформував більшу частину війська Максиміна, помилував їх, а потім зі своїми воїнами та вірними германцями як тріумфатор вирушив до Риму. Пупієну в Римі було влаштовано урочистий прийом, хоча він і не брав ніякої участі у здоланні ворога. 

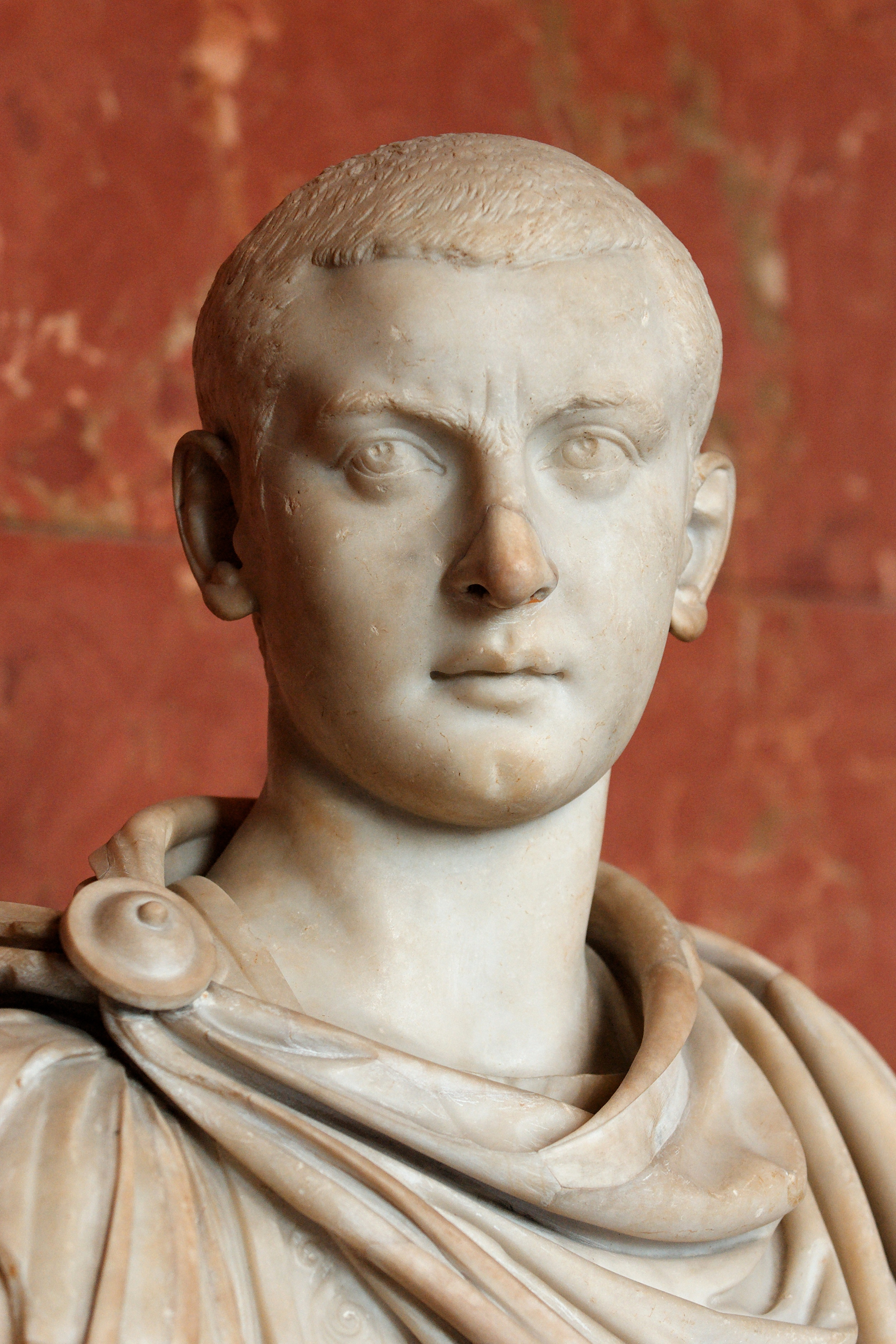
Бюст Гордіана III в Луврі

Після перемоги над Максиміном правління Пупієна та Бальбіна почалося над усією імперією, хоча й деякі провінції, що були лояльними колишньому імператору, ще намагалися дати відсіч. Не дивлячись на рівні можливості та обов’язки, суперечки між двома августами були постійними. Бальбін не без причин вважав, що суровий та дисциплінований Пупієн мав наміри стати одноосібним володарем, а сам Пупієн насміхався з Бальбіна через його слабість та боягузтво. Головною суперечкою між імператорами став напрямок наступного військового походу: Пупієн бажав піти на Сасанідів, а Бальбін — на готів. Постійні конфлікти між августами згодом повністю підірвали вірність війська, яке розподілилось на два табори: тих, що сумували за часами Максиміна та тих, хто вважав, що Гордіан має отримати повну владу. 
Тому 29 липня незадоволена Преторіанська гвардія вторглась до імператорського палацу, де оточила Пупієна, в той час, як вірні йому германці знаходились в іншій частині будівлі, місці засідання Бальбіна. Пупієн наказав Бальбіну відправити допомогу, але Бальбін, вважаючи, що це змова Пупієна, не став цього робити. Унаслідок цього преторіанці схопили обох старих імператорів (на той час Пупієну було 70, а Бальбіну — 60 років), роздягнули їх та повели містом до свого табору, б’ючи їх та насміхаючись. Проте вірні імператорам германці почали переслідувати імперську гвардію, тому преторіанці були змушенні вбити Пупієна та Бальбіна, не пройшовши і половини шляху. Таким чином правління Пупієна та Бальбіна тривало всього 99 днів. Після цього преторіанці, не знаючи кого обрати імператором, визнали їм Горідана III, який у 13 років став наймолодшим одноосібним імператором об'єднаної Римської імперії за всю її історію. Також поширювалися чутки, що саме Гордіан наказав стратити імператорів з метою отримання одноосібної влади.

## Наслідки
Гордіан I та Горідан II були обожнені Сенатом разом із імператором Александром, якого вбили перед приходом до влади Максиміна. Через свій малий вік Гордіан III був імператором тільки номінально та не керував країною самостійно, довіривши правління наближеним до нього людям. Згодом, у 244 році, він і сам загинув під час війни із персами чи то у битві з ними, чи то від рук власних солдат.
Повалення режиму імператора Максиміна спричинило погіршення стану країни під час кризи III сторіччя. Нові імператори стали ще більш залежними від війська, як показує приклад Пупієна та Бальбіна, що втратили вплив в армії через передусім свою бездіяльність та нерішучість. Оформлення правління Гордіана III звело до кінця імперію, після чого деградація інститутів та військового мистецтва прогресувала аж до Діоклетіана. Події року шести імператорів посилили тотальну кризу адміністрації та військових формацій. Хоча багато з аспектів цих подій є сумнівними через невелику кількість збережених джерел та їх недостовірність.